# Демократична Республіка В'єтнам
Демократи́чна Респу́бліка В'єтна́м або Півні́чний В'єтна́м (в'єт. Việt Nam Dân Chủ Cộng Hòa) — комуністичний уряд, що мав під своїм контролем більшу частину Північного В'єтнаму. З 2 вересня 1945 року до 7 травня 1954 року керував усією територією В'єтнаму, а у 1954–1976 рр. лише територією на північ від 17-ї паралелі, коли уряд на чолі з Комуністичною партією було об'єднано з Тимчасовим урядом Республіки Південний В'єтнам.
Столицею Північного В'єтнаму було місто Ханой.
Державу було проголошено Хо Ши Міном в Ханої 1945 року після його приходу до влади після зречення імператора Бао Дай. Того ж року французи окупували Ханой, і розпочалась Перша індокитайська війна. Бао Дай став головою профранцузького сайгонського уряду 1949 року, який потім було перейменовано на державу В'єтнам.
Після поразки французьких сил в битві при Дьєнб'єнфу в липні 1954 р. були підписані Женевські угоди, за якими територія В'єтнаму тимчасово розділялася на дві частини, між якими розташовувалася демілітаризована зона. Після завершення Першої Індокитайської війни, згідно з рішеннями Женевської конференції, В'єтнам було поділено по 17-й паралелі - ДРВ стала урядом Північного В'єтнаму, хоча Держава В'єтнам зберегла контроль над півднем.
Комуністичний В'єтмінь («Ліга за незалежність В'єтнаму») разом з некомуністами контролював Північний В'єтнам у період між 18 грудня 1946 і 20 липня 1954 року. Проте комуністи поступово усунули всіх некомуністів, до лютого 1951 р., коли вони оголосили про створення партії Лао Донг (партія праці), і відкрито оголосили про початок побудови комунізму у Північному В'єтнамі Комуністи (партія Лао Донг) контролювала Північ В'єтнаму з 20 липня 1954 до 2 липня 1976 р. В обох частинах країни передбачалося провести в 1956 році вільні вибори, після чого мало відбутися об'єднання.
Після поділу В'єтнаму спостерігалася значна міграція населення: з Північного В'єтнаму на південь перебралися близько 1 млн осіб (чому сприяли розгорнута південнов'єтнамською владою пропагандистська кампанія і розгорнуте північнов'єтнамською владою будівництво комунізму), з півдня на північ мігрували близько 100 тис. осіб.
Північний В'єтнам був соціалістичною державою з повністю централізованою системою управління і командно-адміністративною економікою. У середині 1950-х років у ДРВ була проведена земельна реформа, у ході якої ліквідовано клас поміщиків, а їхні землі передані селянам. Реформа супроводжувалася насильством, унаслідок якого, за різними оцінками, загинуло від 1 тис. до 100 тис. чоловік. Наприкінці 1950-х років почалася індустріалізація країни.
Проведення виборів, призначених на 1956 р., зірвав південнов'єтнамський режим за підтримки США. 1955 року в Південному В'єтнамі була проголошена суверенна Республіка В'єтнам, що було прямим порушенням Женевських угод, що закріплювали тимчасовий статус поділу країни. Оскільки процес мирного об'єднання країни зайшов у глухий кут, 1959 року північнов'єтнамський уряд ухвалив рішення підтримати повстання місцевих комуністів в Південному В'єтнамі. Результатом такого рішення стала В'єтнамська війна. На територію Південного В'єтнаму таємно проникали регулярні підрозділи північнов'єтнамської армії. Крім того, війська ДРВ брали участь у громадянській війні в Лаосі, що офіційно спростовувалося Ханоєм. У 1965–1973 роках (з перервою в 1969–1971) територія ДРВ піддавалася масованим бомбардуванням американською авіацією і кораблями 7-го флоту США. Цілями бомбардувань було ослаблення військового потенціалу ДРВ і здатності країни надавати підтримку партизанам на півдні, а також тиск на північнов'єтнамський уряд, щоб змусити його припинити відправку своїх військ в Південний В'єтнам. Бомбардування завдали величезної шкоди економіці та інфраструктурі країни, а також призвели до десятків тисяч людських жертв. Значну військово-економічну підтримку Північного В'єтнаму в цей час надавали СРСР і Китай, які таким чином здійснювали експорт комунізму в країни третього світу.
У січні 1973 було укладено Паризьку угоду про припинення вогню, за яким США і Північний В'єтнам повинні були вивести свої війська з Південного В'єтнаму. Але північнов'єтнамські війська не були виведені з півдня і продовжували там бойові дії. Навесні 1975 р. унаслідок широкомасштабного наступу армії ДРВ південнов'єтнамський режим було повалено. 2 липня 1976 було проголошено створення єдиної незалежної в'єтнамської держави — Соціалістичної Республіки В'єтнам (СРВ). ДРВ і Республіка В'єтнам припинили існування.